# Ptychocroca lineabasalis
Ptychocroca lineabasalis es una especie de polilla de la familia Tortricidae. Se encuentra en Chile (Provincia de Santiago, Región del Maule, Región del Biobío y Región de Valparaíso).
Las adultos están de ala de octubre a diciembre.

## Etimología
El nombre de la especie se refiere a la porción lineal corta del margen ventral de la valva.